# Gaià
Gaià è un comune spagnolo di 148 abitanti situato nella comunità autonoma della Catalogna.